# Este Lado para Cima
Este Lado para Cima é o nono álbum de estúdio da banda brasileira de rock cristão Resgate, lançado em setembro de 2012.
O disco marca o retorno da parceria do Resgate com o produtor musical Paulo Anhaia após a saída de Dudu Borges da formação, sendo o primeiro projeto da banda com o músico desde Eu Continuo de Pé. Com sonoridade mais crua e pesada em relação a Ainda não É o Último, seu antecessor, o álbum recebeu várias comparações à On The Rock, e é majoritariamente conceitual.
Com canções que versam a importância de perder o foco em coisas terrenas e atentar-se à eternidade, o álbum foi lançado em uma época de polêmicas envolvendo o vocalista Zé Bruno, que fez críticas ao mercado da música evangélica, afirmando uma falta de criatividade na composição de músicas e um excesso de músicas estrangeiras traduzidas. Suas críticas feitas ao prêmio Troféu Promessas causou o banimento da banda de todas as categorias nas quais poderia ser indicada. Ainda, em 2013, a banda foi notícia por criticar o neopentecostalismo e o mercado da música religiosa durante uma entrevista à uma emissora do segmento.
Este Lado para Cima recebeu avaliações positivas da mídia especializada, com resenhas destacando, principalmente a canção "Eles Precisam Saber", que faz crítica direta à líderes religiosos mercenários. Foi classificado o 21º melhor álbum da década de 2010 em lista do Super Gospel.

## Antecedentes
Após o lançamento de Ainda não É o Último, o Resgate aumentou a quantidade de shows realizados, se apresentando em locais em todo o Brasil. Ao mesmo tempo, o pianista e produtor da banda, Dudu Borges manifestava ter cada vez menos tempo para a banda. Com destaque no meio sertanejo, Borges tornou-se um músico fortemente requisitado para produzir artistas de sucesso, o que tirava seu tempo com o Resgate. Em uma entrevista cedida ao Super Gospel antes do lançamento da coletânea Pretérito Imperfeito, mais que Perfeito, o tecladista disse: "Só quero poder tocar mais com minha banda Resgate, que é uma coisa que me deixa muito feliz e infelizmente não tenho tido tempo nesses últimos meses... e quem sabe ainda essa começar um disco novo da banda".
Em 2012, Dudu deixou a banda, sem anúncios de ambas as partes para a imprensa. Por conta disso, os integrantes do Resgate procuraram Paulo Anhaia para produzirem um futuro álbum.

## Conceito
Este Lado para Cima é um álbum conceitual. Apesar dos membros inicialmente darem este título baseado em caixas e embalagens, o conceito ganhou forma através das composições que falam do dia a dia do sujeito cristão, afirmando a necessidade deste indivíduo não se focar em questões terrenas e concentrar-se na Eternidade. A saída dos integrantes da igreja Renascer em Cristo gerou, ao mesmo tempo, várias reflexões e críticas de seus membros à teologia da prosperidade, o neopentecostalismo e o mercado evangélico. Em 2010, com Ainda não É o Último, o vocalista Zé Bruno demonstrava, em várias entrevistas, a sua decepção com o meio religioso e a forma que a fé cristã era conduzida pelas pessoas.

Uma coisa importante é que a igreja passa por uma crise onde as pessoas vão à igreja porque viram uma propaganda dizendo: ‘Venha para receber o seu milagre’. Não há nada errado com o milagre, não há nada errado com a fé e nada errado em Deus abençoar pessoas. Mas se o meu objetivo é ir à igreja para ver o que Deus pode me dar, quando Deus me dá a minha relação se encerrou ali. A gente vê muitas pessoas decepcionadas e fora da igreja porque não receberam enquanto que o apóstolo Paulo disse que aprendeu a ser feliz em qualquer situação, ele não era um cara conformado, mas entendia em que há momentos em que você vai viver, há momentos em que Deus vai te dar e há momentos em que Ele vai falar que não é a hora. Deus não tem filhos mimados, Ele tem filhos maduros e o Evangelho tem que amadurecer isso.
Ao mesmo tempo, a banda tornou-se bastante crítica em relação à qualidade das músicas produzidas pelo mercado. Em entrevista ao portal Guia-me, Zé afirmou que "a música evangélica está chata e repetitiva", e afirmou que um dos motivos para a queda da qualidade se deveu ao mercado e seu propósito de fazer música para necessariamente vender. Sendo assim, o grupo sentiu-se incentivado a compor um trabalho que carregasse todas estas reflexões e críticas aliadas ao recomeço da fé e uma nova forma de pensá-la, que estavam vivendo.

## Lançamento e recepção
| Críticas profissionais | Críticas profissionais |
| Avaliações da crítica  | Avaliações da crítica  |
| Fonte                  | Avaliação              |
| ---------------------- | ---------------------- |
| Super Gospel           | [ 7 ]                  |
| O Propagador           | [ 8 ]                  |
| Metal Land             | [ 9 ]                  |

Este Lado para Cima foi liberado em setembro de 2012 pela gravadora Sony Music Brasil. O projeto recebeu uma avaliação favorável do portal Super Gospel. Em texto, o álbum foi definido como um projeto que "carrega as melhores letras de toda a carreira do Resgate e, ao mesmo tempo, uma sonoridade crua que não se ouvia desde On the Rock". A crítica do O Propagador também foi favorável, afirmando que "Com um discurso de se desapegar das coisas terrenas, em direção para cima, a grande faixa do registro é “Eles Precisam Saber”".
Em 2019, foi eleito pelo Super Gospel o 21º melhor álbum da década de 2010.

## Faixas
A seguir lista-se as faixas, compositores e durações de cada canção de Este Lado para Cima, segundo o encarte do disco.
| N.º            | Título                    | Compositor(es)                            | Duração |  |
| 1.             | "Eu Estou Aqui"           | Zé Bruno                                  | 4:14    |  |
| 2.             | "Eu só Preciso Acreditar" | Zé Bruno, Hamilton, Marcelo e Jorge Bruno | 4:06    |  |
| 3.             | "Errando e Aprendendo"    | Zé Bruno                                  | 2:38    |  |
| 4.             | "O que não Precisa"       | Zé Bruno                                  | 3:39    |  |
| 5.             | "Em Nome de Quem?"        | Zé Bruno, Hamilton, Marcelo e Jorge Bruno | 3:37    |  |
| 6.             | "Fora do Sistema"         | Zé Bruno, Hamilton, Marcelo e Jorge Bruno | 4:06    |  |
| 7.             | "Eles Precisam Saber"     | Zé Bruno                                  | 4:20    |  |
| 8.             | "Inocente"                | Zé Bruno                                  | 2:04    |  |
| 9.             | "Sempre Tem uma Assim"    | Zé Bruno                                  | 3:19    |  |
| 10.            | "Este Lado para Cima"     | Zé Bruno                                  | 0:48    |  |
| 11.            | "Quem sou eu?"            | Zé Bruno                                  | 3:41    |  |
| 12.            | "Recomeçar"               | Zé Bruno, Hamilton, Marcelo e Jorge Bruno | 7:40    |  |
| Duração total: | Duração total:            | Duração total:                            | 44:18   |  |

## Ficha técnica
A seguir estão listados os músicos e técnicos envolvidos na produção de Este Lado para Cima:
Banda
- Zé Bruno - vocais, guitarras, violão, ukelele, bandolim e "pet"sofone
- Hamilton Gomes - guitarras, vocal de apoio e trom"pet"
- Marcelo Amorim - baixo
- Jorge Bruno - bateria e vocal de apoio

Músicos convidados e equipe técnica
- Paulo Anhaia - produção musical, vocal de apoio, "pet"sofone, violoncelo, percussão, engenharia de áudio, edição e mixagem
- Ronaldo de Oliveira Silva - arranjo de cordas
- Kayoh Garcia - edição
- Lampadinha - masterização

Projeto gráfico
- Carlos André Gomes - design
- Lone Sena - fotografia
- Sandro Mesquita - supervisão